# Daniel Thomas
Daniel Thomas (Montgomery, Alabama, 1 de julio de 1998) es un jugador profesional estadounidense de fútbol americano que se desempeña en la posición de safety en Jacksonville Jaguars, equipo de la National Football League (NFL).

## Carrera
Fue seleccionado en la quinta ronda en la Reunión Anual de Selección de Jugadores de la NFL de 2020. Hizo su debut profesional con el equipo Jacksonville Jaguars, donde lleva jugando cuatro temporadas.